# Демократска партија левице
Демократска партија левице (итал. Partito Democratico della Sinistra, ПДС) је бивша италијанска политичка партија, које је дјеловала од 1991. до 1998.
ПДС је основан 3. фебруара 1991, по завршетку XX конгреса Италијанске комунистичке партије, као њен пуноправни наследник. Први секретар ПДС-а је био Акиле Окето, од 1991. до 1994.
На изборима 1994. ПДС је лидер коалиције "Напредњаци" заједно са Комунистичком обновом Италије и другим странкама италијанске левице. "Напредњаци" ће међутим изгубити изборе од Берлусконијеве десничарске коалиције.
На непосредним изборима 1996. ПДС учествује у новој коалицији Маслина са Италијанском народном странком и са осталим мањим реформским странкама. Маслина је тада успела да победи и направи владу коју је водио Романо Проди.
14. фебруара 1998. нови секретар ПДС-а Масимо Д'Алема је одлучио распуштање странке и заједно са много социјалистичко-либералним странкама и основао Демократе левице.